# Two Days and Two Nights of New Music
Twee dagen en twee nachten nieuwe muziek (Oekraïens: Два дні й дві ночі нової музики) of 2D2N (Oekraïens: 2Д2Н) is een jaarlijks 48 uur durend muziekfestival in Odessa, Oekraïne. Het festival biedt nieuwe muziek van zowel Oekraïense als internationale artiesten, meestal in het experimentele muziekgenre.
Het werd in 1995 opgericht door Karmella Tsepkolenko en wordt georganiseerd door de Association New Music, de Oekraïense afdeling van de International Society for Contemporary Music (ISCM). De huidige voorzitter van het festival is de Duitse componist en dirigent Bernhard Wulff. 2D2N is sinds het begin gestaag gegroeid en wordt beschouwd als een van de grootste muziekfestivals in Oekraïne.
Het wordt gefinancierd door overheidssteun, particuliere donoren en verschillende internationale overheidsinstanties en -projecten, waaronder die van Israël, Zweden en Zwitserland.